# Lydella timida
Lydella timida är en tvåvingeart som beskrevs av Robineau-desvoidy 1863. Lydella timida ingår i släktet Lydella och familjen parasitflugor.
Artens utbredningsområde är Frankrike. Inga underarter finns listade i Catalogue of Life.